# Cattedrale di Santa Maria Maddalena (Varsavia)
La cattedrale di Santa Maria Maddalena o cattedrale metropolitana di Santa Maria Maddalena pari agli Apostoli a Varsavia (in polacco: Sobór Metropolitalny Świętej Równej Apostołom Marii Magdaleny w Warszawie) è la chiesa cattedrale ortodossa di Varsavia e sede dell'Eparchia di Varsavia e Bielsk, si trova nel quartiere di Praga.

## Storia
La chiesa fu progettata da Mikolaj Syczew e avrebbe dovuto avere inizialmente una sola grande cupola. A causa delle pressioni da parte delle autorità russe contemporanee, la chiesa ebbe così quattro cupole minori. I due campanili occidentale sono recenti.
La prima pietra fu posta il 14 giugno 1867, e la chiesa fu inaugurata il 29 giugno 1869. La chiesa fu costruita per la numerosa colonia russa che si era insediata nella zona intorno Via Jagiellonska (a fine Ottocento, c'erano oltre 40.000 ortodossi a Varsavia).
Dal 1921 è cattedrale per la chiesa ortodossa polacca, dopo la distruzione di quella dedicata a Sant'Aleksandr Nevsky 
(uno dei monumenti principali di Varsavia con il più alto campanile della città), che si trovava vicino al famoso Palazzo Sassone. Si tratta di una delle due chiese ortodosse ancora attive in città dopo che le altre furono demolite per ordine delle nuove autorità polacche, in quanto considerato simbolo della dominazione russa, prima dell'indipendenza della Polonia nel 1920.